# Пышкин, Кондратий Тарасович
Кондратий Тарасович Пышкин (8 марта 1912 — 20 декабря 1999) — передовик советского сельского хозяйства, Директор совхоза «Звенигородский» Одинцовского района Московской области, Герой Социалистического Труда (1973).

## Биография
Родился 8 марта 1912 года в деревне Городец Горецкого уезда Могилёвской губернии, ныне Шкловского района Могилёвской области республики Беларусь в русской семье крестьянина. В 1942 году был мобилизован в ряды Красной Армии. Участник Великой Отечественной войны. Завершил обучение в военно-политическом училище, служил в 8-й гвардейской воздушно-десантной бригаде.
В августе 1945 года уволен с военной службы в звании старший лейтенант. Переехал на постоянное место жительство в Московскую область. Сначала трудоустроился старшим агрономом при земельном отделе Луховицкого райисполкома, позже стал работать агрономом в колхозе К. И. Макарова Звенигородского района. 
В 1949 году был переведён на партийную работу. Член ВКП(б)/КПСС. Сначала возглавлял сельскохозяйственный отдел Звенигородского райкома, через год избран вторым секретарём райкома. В 1951 году избран первым секретарём Новопетровского райкома Московской области. С началом освоения целинных земель переехал в Акмолинскую область Казахской ССР. Возглавил Макинский район.
В 1957 году возвратился в Звенигородский район Московской области, стал работать председателем колхоза. В 1962 году несколько колхозов района были объединены в один совхоз "Звенигородский", который и возглавил К. Т. Пышкин. В 1965 году после упразднения Звенигородского района совхоз стал территориально принадлежать Одинцовскому району Московской области. В 1966 году за успехи в развитии животноводства Пышкин был удостоен ордена Ленина.   
За большие успехи достигнутые во Всесоюзном социалистическом соревновании, и проявленную трудовую доблесть в выполнении принятых обязательств по увеличению производства и заготовок продуктов животноводства в зимний период 1972-1973 годов Указом Президиума Верховного Совета СССР от 6 сентября 1973 года Кондратию Тарасовичу Пышкину было присвоено звание Героя Социалистического Труда с вручением ордена Ленина и золотой медали «Серп и Молот».
В дальнейшем продолжал трудовую деятельность. Избирался депутатом местных Советов депутатов трудящихся. В середине 1980-х годов вышел на заслуженный отдых.    
Проживал в городах Звенигород и Одинцово Московской области. Умер 20 декабря 1999 года.

## Награды
За трудовые и боевые успехи удостоен:
- золотая звезда «Серп и Молот» (06.09.1973),
- три ордена Ленина (06.09.1973, 22.03.1966, дата награждения третьим орденом уточняется),
- Орден Отечественной войны II степени (11.03.1985),
- Медаль «За победу над Германией в Великой Отечественной войне 1941—1945 гг.»,
- другие медали.